# Jack Whitehall
Jack Peter Benedict Whitehall (født 7. juli 1988 i Westminster, London) er en engelsk komiker og skuespiller. Han er nok mest kendt for sine standup-shows, og han er kendt for sine roller i tv-serierne Fresh Meat og Bad Education.
Han er søn af Hilary Amanda Jane Whitehall og Michael John Whitehall. 